# Maggini (cráter)
Maggini es un cráter de impacto del planeta Marte situado al suroeste de Focas, al oeste de Cerulli, al 
noreste de Becquerel, al este de Curie y al sureste de Dein, a 28° norte y 350.6º oeste. El impacto causó un boquete de 143 kilómetros de diámetro. El nombre fue aprobado en 1973 por la Unión Astronómica Internacional, en honor al astrónomo italiano Mentore Maggini (1890-1941).